# هیسپانوها
هیسپانوها (از اسپانیایی: پیشوند صفتی Hispano-‎ به معنای مربوط به اسپانیا، از لاتین: Hispānus) مردمانی اسپانیایی‌تبار اهل اسپانیای نوی قرن شانزدهم تا قرن نوزدهم، در جنوب غربی ایالات متحده آمریکا امروزی، هستند که فرهنگ عمدتاً اسپانیایی را در ارتباط با منطقه فرهنگی خود حفظ کرده‌اند. این مردم از زمان گنجانده شدن این منطقه در ایالات متحده در آن زندگی کرده‌اند. جمعیت آنها در جنوب غربی آمریکا حدود ۱٫۸ میلیون است و بزرگترینِ این گروه‌ها، به تعداد حدودی ۷۵۰٫۰۰۰ هیسپانوهای نیومکزیکو اند، که منشأ آنان از اسپانیا و سانتا فه دو نوئوو مکزیکوی مکزیک است، و تأثیر زیادی بر فرهنگ، آشپزی و موسیقی نیومکزیکو گذاشته‌اند. بسیاری از هیسپانوهای نیومکزیکویی مستیسو، و دورگه هیسپنیک با تبار با پوئبلو، آپاچی، ناواهو، کومانچی، و بومی مکزیک هستند.
این تمایز برای جبران شیوه‌های نادرست سرشماری ایالات متحده در دهه ۱۹۳۰ انجام شد که مردم جنوب غربی آمریکا را به عنوان مهاجران تازه‌وارد و نه شهروندان مستقر در طول قرن‌ها، ذکر کرد.